# Hotchkiss H-35
Hotchkiss H-35 eller Char léger modèle 1935 H var en fransk kavalleristridsvagn utvecklad före andra världskriget. Trots att den designades från 1933 som en ganska långsam men välbepansrad lätt infanteristödstridsvagn, avvisades den ursprungligen av det franska infanteriet, eftersom det visade sig svårt att styra den under körning och den antogs istället 1936 av det franska kavalleriet.
Från 1938 producerades en förbättrad version med en starkare motor, Char léger modèle 1935 H modifié 39, som från 1940 var också utrustad med en längre kraftfullare 37 mm kanon. Det var tänkt att göra denna förbättrade variant till standardstridsvagn, med minst fyra tusen producerade för att utrusta nya pansardivisioner till både kavalleriet och infanteriet, men på grund av Frankrikes nederlag i juni 1940 var den totala produktionen av båda deltyperna begränsad till cirka 1200 fordon.
Under resten av kriget använde Tyskland och dess allierade beslagtagna Hotchkiss-stridsvagnar i flera modifieringar.